# Ронсеко
Ронсѐко (на италиански: Ronsecco; на пиемонтски: Ronsuch, Ронсук) е село и община в Северна Италия, провинция Верчели, регион Пиемонт. Разположено е на 145 m надморска височина. Населението на общината е 603 души (към 2010 г.).